# IC 5052
IC 5052 је спирална галаксија у сазвјежђу Паун која се налази на листи објеката дубоког неба у Индекс каталогу.
Деклинација објекта је - 69° 12' 19" а ректасцензија 20h 52m 7,1s. Привидна величина (магнитуда) објекта IC 5052 износи 10,6 а фотографска магнитуда 11,3. Налази се на удаљености од 8,099 милиона парсека од Сунца. IC 5052 је још познат и под ознакама ESO 74-15, AM 2047-692, IRAS 20473-6923, PGC 65603.